# Medina de Pomar
Medina de Pomar ist eine Stadt und eine ca. 214 km² große Gemeinde (municipio) mit 5.997 Einwohnern (Stand: 2024) im Norden der spanischen Provinz Burgos in der Autonomen Gemeinschaft Kastilien-León. Die Altstadt von Medina de Pomar wurde als Kulturgut (Bien de Interés Cultural) in der Kategorie Conjunto histórico-artístico eingestuft.

## Lage und Klima
Medina de Pomar liegt zwischen dem Río Trueba und dem Río Nela in einer Höhe von ca. 600 m. Die Entfernung zur südlich gelegenen Provinzhauptstadt Burgos beträgt ca. 80 km (Fahrtstrecke); die nächstgrößere Stadt ist Miranda del Ebro (ca. 64 km südöstlich). Das Klima im Winter ist rau, im Sommer dagegen gemäßigt und warm; Regen (ca. 860 mm/Jahr) fällt überwiegend im Winterhalbjahr.

## Bevölkerungsentwicklung
| Jahr      | 1857  | 1900  | 1950  | 2000  | 2018  |
| Einwohner | 2.878 | 2.284 | 3.100 | 5.166 | 5.816 |

Seit dem ausgehenden 19. Jahrhundert ist die Einwohnerzahl hauptsächlich infolge der Zuwanderung aus den ländlichen Gebieten in der Umgebung (Landflucht) stetig angestiegen.

## Wirtschaft
Die Böden und das Klima in der Umgebung eignen sich gut für den Anbau von Weizen, Kartoffeln, Gemüse und Obstbäumen; Viehzucht spielt eine untergeordnete Rolle. Tourismus und zahlreiche Kleingewerbebetriebe bestimmen ansonsten das Wirtschaftsleben der Innenstadt. Im Norden, an der Straße zum 85 km entfernten Bilbao, wurde das Gewerbegebiet Las Navas ausgewiesen.

## Geschichte

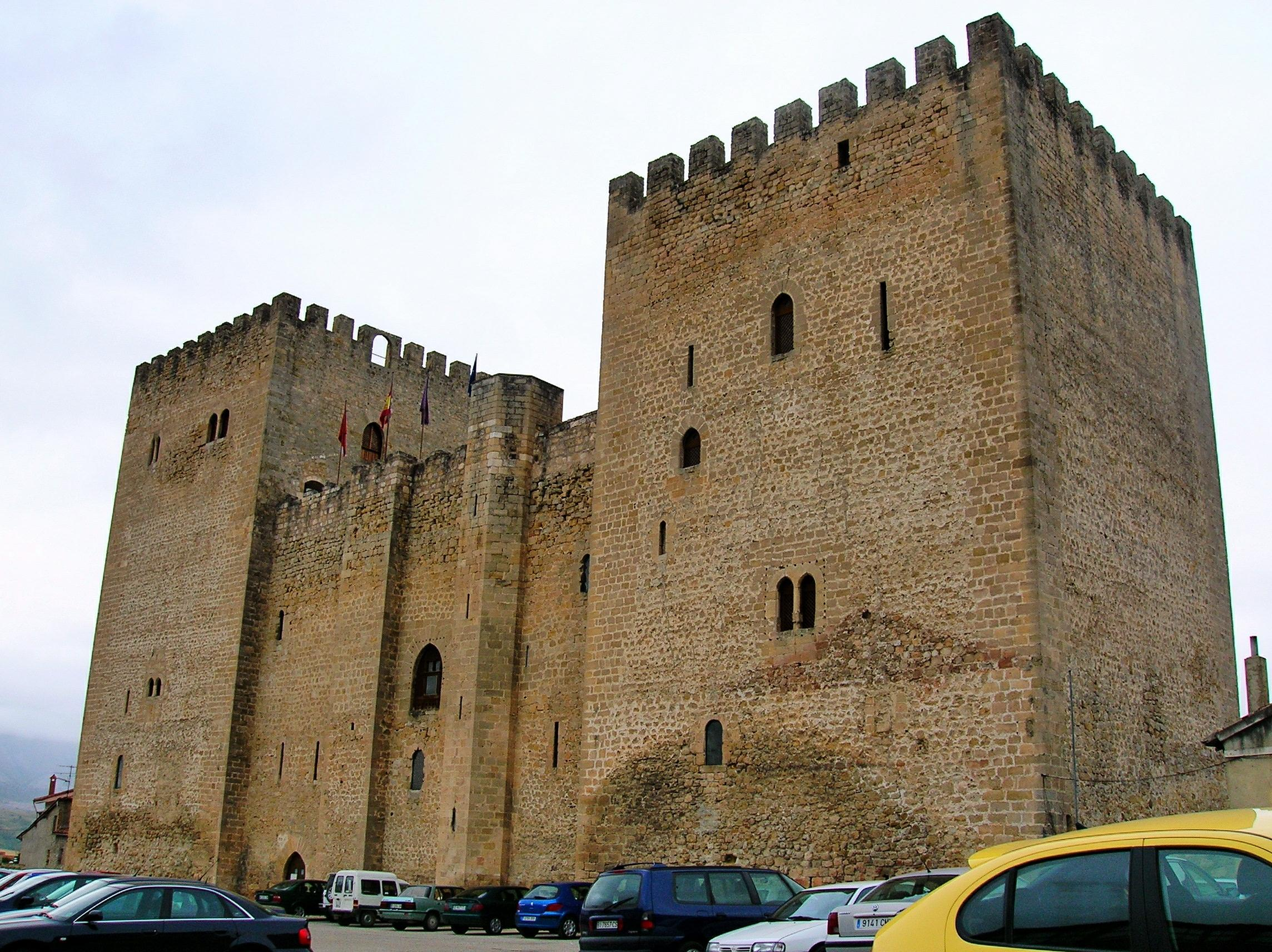
Alcázar de los Condestables de Castilla

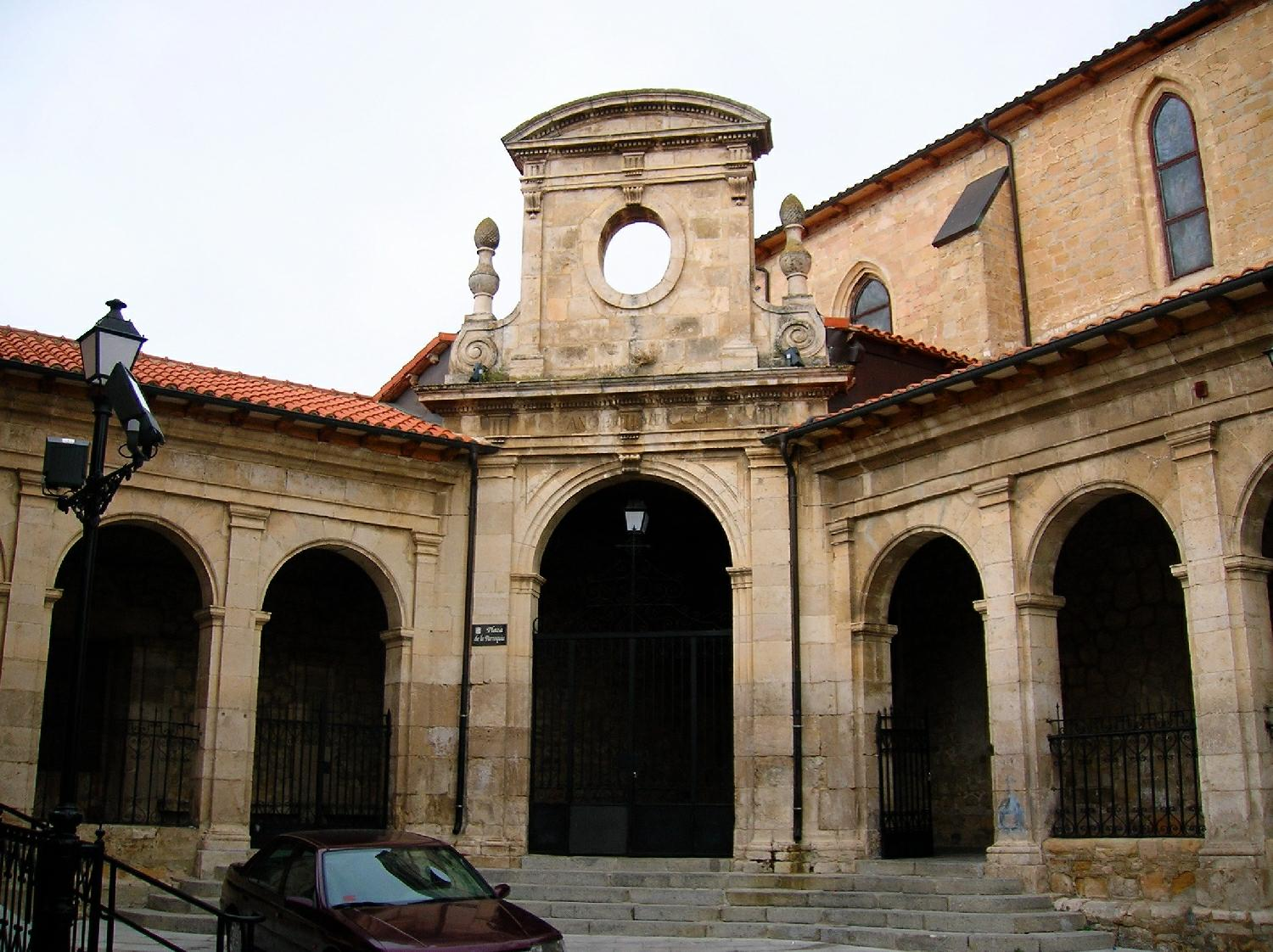
Iglesia de Santa Cruz

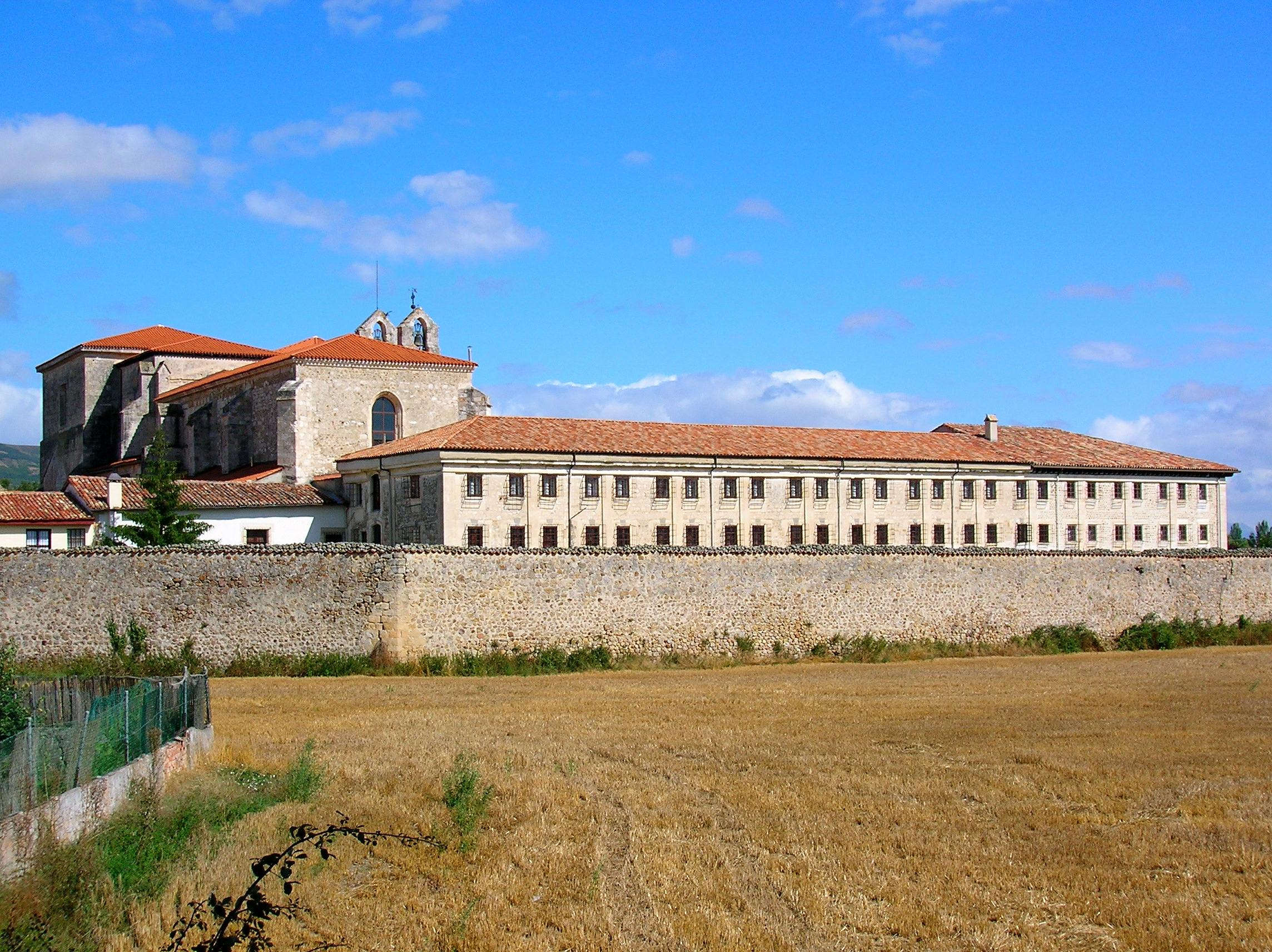
Monasterio de Santa Clara

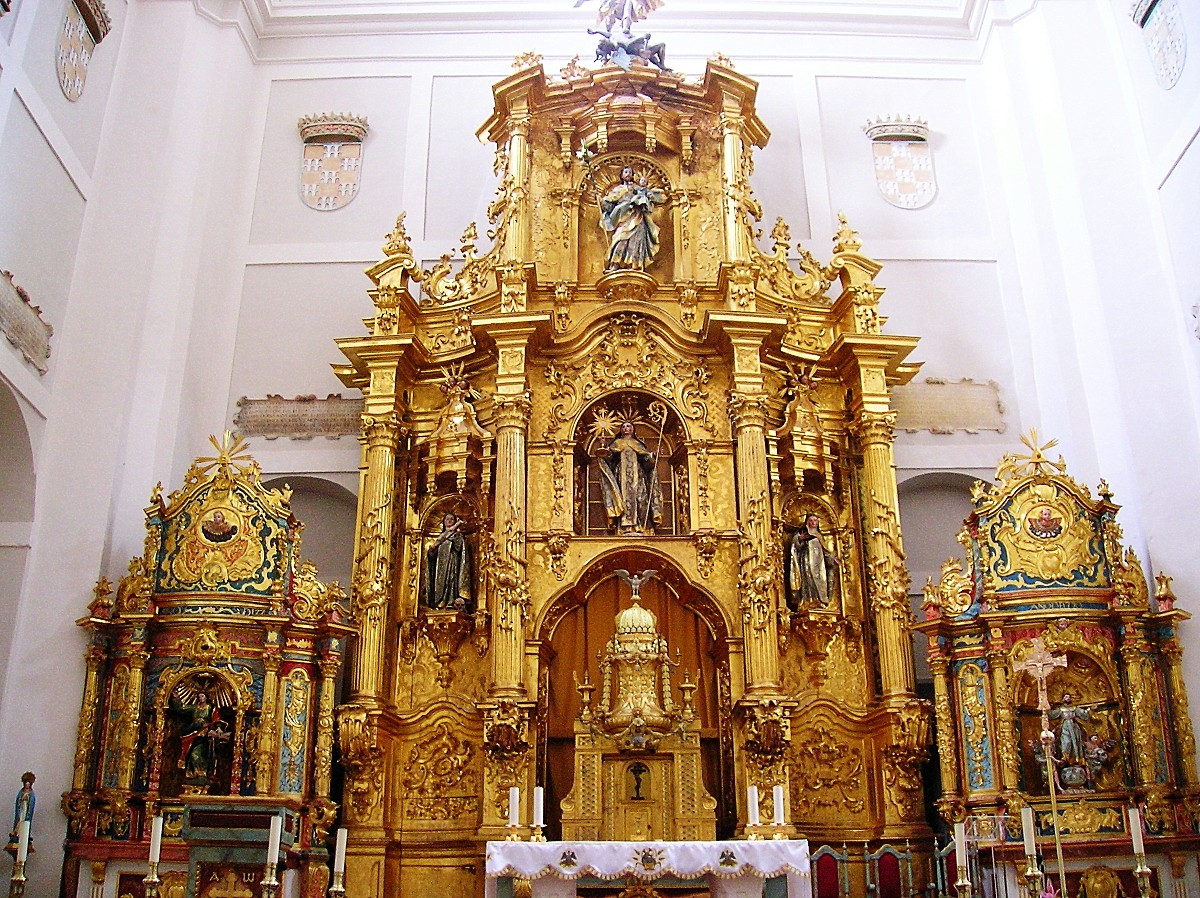
Altarretabel

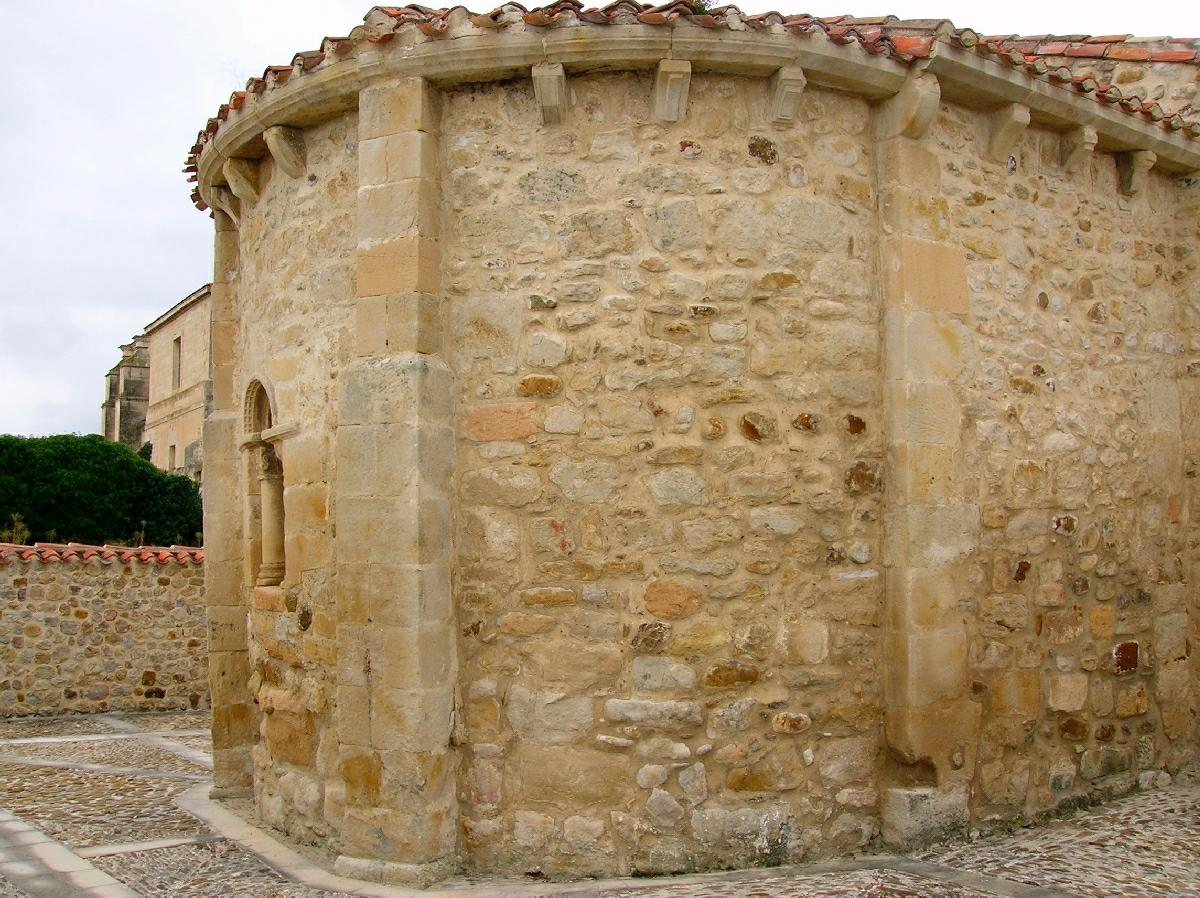
Ermita de San Millan

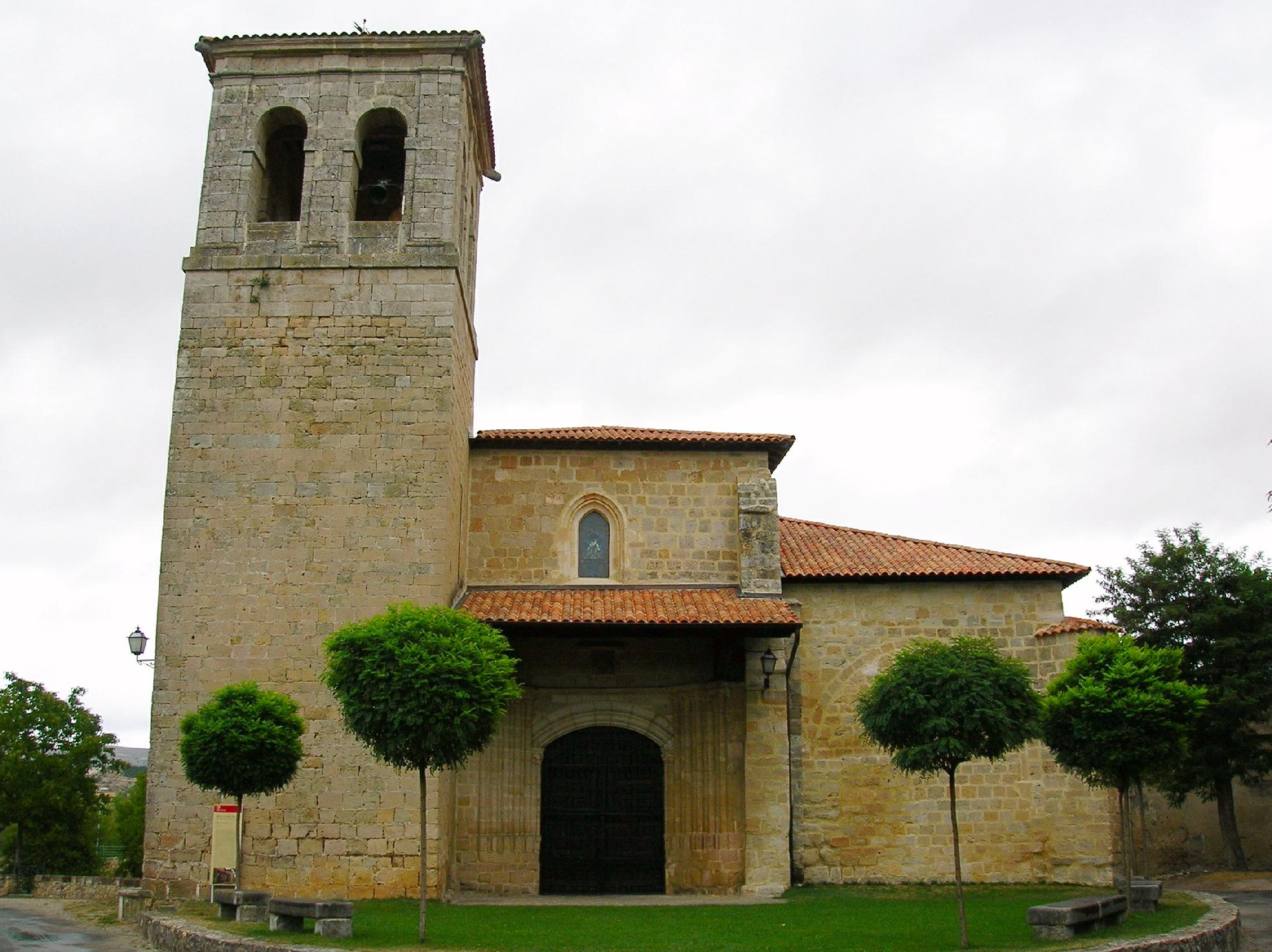
Santuario de Nuestra Señora del Salcinar y del Rosario

Von Keltiberern, Römern und Westgoten fehlen bislang archäologische Spuren. Die Bezeichnung medina („Stadt“) deutet zwar auf einen maurischen Ursprung hin, doch waren es wahrscheinlich die christlichen Mozaraber, die die Bezeichnung im 10., 11. oder 12. Jahrhundert mit in den Norden brachten. Im Zuge der Rückeroberung (reconquista) des Gebiets wurde der Ort königlicher Besitz. Heinrich II. verschenkte diesen jedoch im Jahr 1369 an seinen Kammerherrn Pedro Fernández de Velasco, der durch sein Wirken und seine Besitztümer den Grundstein für die erfolgreiche Entwicklung des Hauses Velasco legte. Medina de Pomar hatte einstmals ein bedeutendes Judenviertel (judería).

## Sehenswürdigkeiten
- Die Stadtfestung von Medina de Pomar (Alcázar de los Condestables de Castilla, häufig auch nur Las Torres genannt) entstand in der zweiten Hälfte des 14. Jahrhunderts unter Pedro Fernández de Velasco. Der mächtige Bau wird nicht – wie die meisten Burgen der Zeit – von einem Bergfried (torre de homenaje) überragt, sondern von zwei seitlichen Turmbauten, deren Erdgeschoss als Wachbereich fungierte, während die beiden – mit Fenstern versehenen – oberen Geschosse zu Wohnzwecken genutzt wurden. Im niedrigeren Mitteltrakt befanden sich die eigentlichen Repräsentations- und Empfangsräume. Im Jahr 1896 wurde der Bau von der Familie Velasco der Stadt geschenkt, die ihn Ende des 20. Jahrhunderts zu einem Museum (Muséo Histórico de las Merindades) umfunktionierten.
- Die dreischiffige Pfarrkirche (Iglesia parroquial de Santa Cruz) wurde im 14. Jahrhundert gegründet und erhebt sich auf dem höchsten Punkt der Stadt. Sie macht im Innern einen insgesamt gotischen Eindruck; das Prunkstück ihrer Ausstattung, das große spätgotische Altarretabel aus der Zeit um 1500, stammt aus der Kirche von Salinas de Rosío. Außen wurde ein barocker Portikus angebaut. Wegen ihrer guten Akustik finden in der Kirche häufiger Konzertabende statt.
- Im Herzen der Altstadt haben sich noch Reste der mit Rundtürmen versehenen Stadtmauern und drei eher unscheinbare Tore erhalten.
- Die im Norden der Stadt gelegene Kirche des ehemaligen Convento de San Pedro de la Misericordia, der im Jahre 1562 gestiftet wurde, birgt ein großes Altarretabel sowie mehrere kleinere Altaraufsätze in den Seitenkapellen.
- Das von einer Mauer umgebene Kloster (Monasterio de Santa Clara) befand sich früher etwas außerhalb der Stadt und war umgeben von Feldern. Seit dem 19. Jahrhundert vergrößerte sich das Stadtgebiet jedoch mehr und mehr, so dass das Kloster an den heutigen südlichen Stadtrand rückte. Es wurde im Jahr 1313 von Sancho Sánchez de Velasco, dem Feldherrn und Berater der kastilischen Könige Ferdinand IV. und Alfons XI. und seiner Gemahlin Doña Sancha García dem Klarissenorden gestiftet. Das Kloster besteht im Wesentlichen aus der Kirche, den Konventsgebäuden inklusive Kreuzgang (claustro) und der Familiengrabstätte von Íñigo Fernández de Velasco y Mendoza und seiner Gemahlin María Tovar y Vivero. Die einschiffige Kirche stammt noch aus dem 14. Jahrhundert, wurde jedoch im frühen 16. Jahrhundert umgebaut und mit Kapellenanbauten versehen; aus dem 17. Jahrhundert stammt das pyramidal aufgebaute Altarretabel (retablo). Durch eine Schauwand (trascoro) ist der Binnenchor (coro) mit seinem eleganten oktogonalen Sterngewölbe vom übrigen Kirchenraum abgetrennt; hier befinden sich die Marmorbildnisse von Íñigo Fernández de Velasco y Mendoza und seiner Gemahlin, die – zwischen ihren Lesepulten kniend – in ewiger Anbetung dargestellt sind. Über den gesamten Innenraum der Kirche verteilt finden sich Wappenschilde des Hauses Velasco. Der ehemalige Kapitelsaal (sala capitular) des Klosters ist zu einem Museum für sakrale Kunst umgewandelt worden – hier befinden sich u. a. die Gemälde einer Anbetung der Könige aus dem 15., einer Heiligen Familie mit der hl. Anna aus dem frühen 17. Jahrhundert sowie die Holzfigur eines liegenden Christus (Cristo yacente) von Gregorio Fernández, aus dem 17. Jahrhundert.
- Von der kleinen Einsiedlerkapelle (Ermita de San Millán) vom Ende des 12. Jahrhunderts stehen nur noch die gut erhaltene romanische Apsis und die Südwand des Kirchenschiffs. Mit ihrem Bruchsteinmauerwerk, welches durch vier Strebepfeiler aus exakt behauenen Hausteinen verstärkt und gegliedert wird, ist sie die älteste Kirche der Stadt. Das Apsisfenster ist nur schlitzförmig, wird aber außen wie innen von zwei gedrungen wirkenden Säulen mit Kapitellen begleitet, deren einfache Formensprache sich an den beiden Kapitellen des Triumphbogens zwischen Langhaus und Apsis wiederholt. Der Bau wird heute als Centro de Interpretación del Románico de Las Merindades genutzt.
- Die Kirche Santuario de Nuestra Señora del Salcinar y del Rosario liegt im Südosten der Stadt, etwa 250 m nordöstlich der Kapelle. Sie ist der Rosenkranzmadonna geweiht, der Schutzpatronin der Stadt, und viele bedeutende Bürger ließen sich innerhalb oder außerhalb der Kirche bestatten. Nur wenige Teile des ursprünglich einschiffigen Baues stammen noch aus dem 13. Jahrhundert (einige romanische Kapitelle sind noch erhalten); erst im 16. Jahrhundert erhielt die Kirche ihre heutige dreischiffige Gestalt. Die Innenausstattung stammt größtenteils aus der Barockzeit und beinhaltet ein farbig gefasstes Schnitzretabel sowie eine Orgel aus dem Jahr 1770. Das Westportal zeigt ein mehrfach gestuftes gotisches Portalgewände, das jedoch weder ein Tympanon noch aufsitzende Archivoltenbögen hat; stattdessen schließt das Portal oben mit einem ungewöhnlichen und improvisiert aussehenden Segmentbogen ab. Der Turm ist komplett aus Haustein errichtet; die nach allen Seiten mit Schallöffnungen versehene Glockenstube ist jedoch deutlich jünger und zeigt klare Stilmerkmale der Renaissance.

## Töchter und Söhne der Stadt
- Ángel Castresana (* 1972), Radrennfahrer
- Gonzalo López Marañón (1933–2016), katholischer Bischof
- Nicolás López Martínez (1925–2006), katholischer Theologe, Historiker und Kleriker